# Jie de Xia
Jie (em chinês:  桀; de acordo com a tradição, 1728–1675 a.C.) foi o décimo sétimo e último governante da dinastia Xia da China. É tradicionalmente tido como um tirano e um opressor que encaminhou a sua dinastia ao fim.
Por volta de 1600 a.C., Jie foi derrotado por Chengtang, findando a dinastia Xia que governara por quinhentos anos e fundado a nova dinastia Shang.

## Primeiros anos
Jie é conhecido geralmento como Xia Jie (夏桀) ou Jie de Xia. O nome que lhe foi outorgado era Lü Güi (履癸). Subiu ao trono no ano de Renchen (壬辰). Inicialmente, a capital estava em Zhenxun. Viveu ali por três ano e construiu o seu palácio. Ao mesmo tempo, destruiu a pirâmide de Rong (容台) e sufocou uma rebelião dos quanyi (também conhecidos como "Bárbaros Fei") depois de terem entrado em Qi, perto de Fen.
O seu pai era Fa de Xia e a sua mulher.

## Reinado
O reinado de Jie é marcado pela vida luxuosa do monarca, servindo-se de escravos e governando os seus súbditos com extrema crueldade. O seu estilo governativo era errante e cheio de luxúria, entretenimento e sexo. Ele não gostava de quem o criticasse e muitos estavam assustados.
No sexto ano do reinado de Jie, ele alojou presentes e animações procedentes de vassalos e vizinhos. Recebeu um do povo bárbaro Qizhong. No décimo primeiro ano, convocou todos os seus vassalos para a sua corte. O Reino de Youmin não foi e por isso, em represália, Jie atacou-o e conquistou-o.
No décimo terceiro ano de governo, mudou a capital de Zhenxun para Henan. Naquela altura, começou a usar o nome Nian (輦), significando "cadeirinha", fazendo alusão ao trono no qual era levado pelo seus servos.
No ano seguinte, liderou um exército para Minshan. Ali, encontrou duas das filhas do rei de Minshan, Wan e Yan. Eram muitos bonitas e não estavam casadas pelo que ele tomou-as como suas esposas, mudando-lhes o nome para Zhao (苕) e Hua. Abandonou a sua mulher original, Mo Xi (妹喜) e construiu uma pirâmide no topo do Palácio real para viver com elas.

## Colapso da dinastia de Xia

### A ascensão de Shang
A dinastia Xia exercia soberania sobre vários reinos, um dos quais era o Reino de Shang. Durante o reinado de Jie, Shang cresceu em poder, inicialmente às custas de outros vassalos de Xia. Chengtang conseguiu ganhar muitos adeptos, reunindo mais de quarenta reinos mais pequenos. Chengtang reconheceu o maltrato de Jie ao seu povo e usou este facto para convencer as pessoas a apoiá-lo. Num discurso Chengtang disse que ele não queria criar desordem, mas devido ao terror de Jie, ele tinha de seguir o mandato do céu e usar esta oportunidade para destronar Xia. Ele também referiu que os próprios generais de Jie não obedeciam as suas ordens.
No décimo quinto reinado de Jie, Chengtang começou movimentando a capital de Lü (履) para Bo. Por volta de dous anos depois, Cheng enviou o seu ministro Yi Yin como enviado para Jie. Yi manteve-se na capital de Xia por três anos, antes de voltar para Shang.
O poder de Shang continuou a crescer. No vigésimo sexto ano do reinado de Jie, Shang conquistou Wen. Dois anos depois, Shang foi atacado por Kunwu (昆吾), e vários anos de guerra entre Shang e Kunwu decorreram. Apesar deste revés, Shang continuou a expandir-se, reunindo tropas vassalas em Jingbo (景亳). O exército de Shang e forças aliadas a este conquistaram Mixu (密須; hodierno 密縣), Wei e atacou Gu (顧), o qual seria conquistado no ano seguinte. Ao mesmo tempo, Zhong Gu, enviado de Jie, foi para Shang.

### Desastres naturais
No decorrer do reinado de Jie, os anais chineses registam estranhas e progressivamente fortes fenómenos naturais. Começaram no décimo ano da regência de Jie, quando cinco estrelas foram vistas alinhadas e houve uma chuva de meteoros, seguida dum terramoto. Está documentado que Jie também viu a "cara do dinheiro" (脸钱) durante este tempo mas recusou a partilhá-lo com os seus súbditos, levando à queda da dinastia Xia.
No décimo nono ano do reinado de Jie, ele tentou construir um túnel aquático pela montanha Qu, mas no ano seguinte a montanha colapsou com um desabamento de terra. Houve também uma desastre em Linsui (聆隧) no inverno.
Registos da vindoura dinastia Qin, dizem que durante o último ano do domínio de Jie, que houve geadas nas manhãs de estio ao longo de todo o mês de Julho. Chuvas fortes e torrenciais tombaras edifícios, o tempo quente e frio destruiu as colheitas. Alguns cientistas relacionam este evento com um inverno vulcânico, possivelmente devido à Erupção minoica de Tera por volta de 1628 a.C..

### Batalha de Mingtiao
No trigésimo primeiro ano do reinado de Jie, Chengtang enviou tropas desde Er (陑) para atacar ao mesmo tempo Xia e Kunwu. Kunwu foi rápidamente derrotado. Por este tempo, Xia estava a ficar cada vez chus fraca perto do rio Amarelo enquanto Shang estava a tornar-se mais forte.
Isto marcaria o início dos confrontos entre Shang e Jie, confrontando-se na Batalha de Mingtiao, a qual foi lutada sob uma forte tempestade, acabou com a derrota de Xia.
Jie fugiu para Sanzong. As forças de Shang, sob o general Wuzi (戊子), perseguiram e açodaram Jie até Cheng, capturaram-no em Jiaomen e depuseram-no, acabando com a dinastia Xia. Jie seria liberado em Nanchao, tendo morrido posteriormente de doença. Chengtang sucedeu-o como rei e inaugurou desta maneira a dinastia Shang.